# Sinopesa guangxi
Sinopesa guangxi is een spinnensoort in de taxonomische indeling van de bruine klapdeurspinnen (Nemesiidae).
Sinopesa guangxi werd in 1995 beschreven door Raven & Schwendinger.